# Sophia van Rome

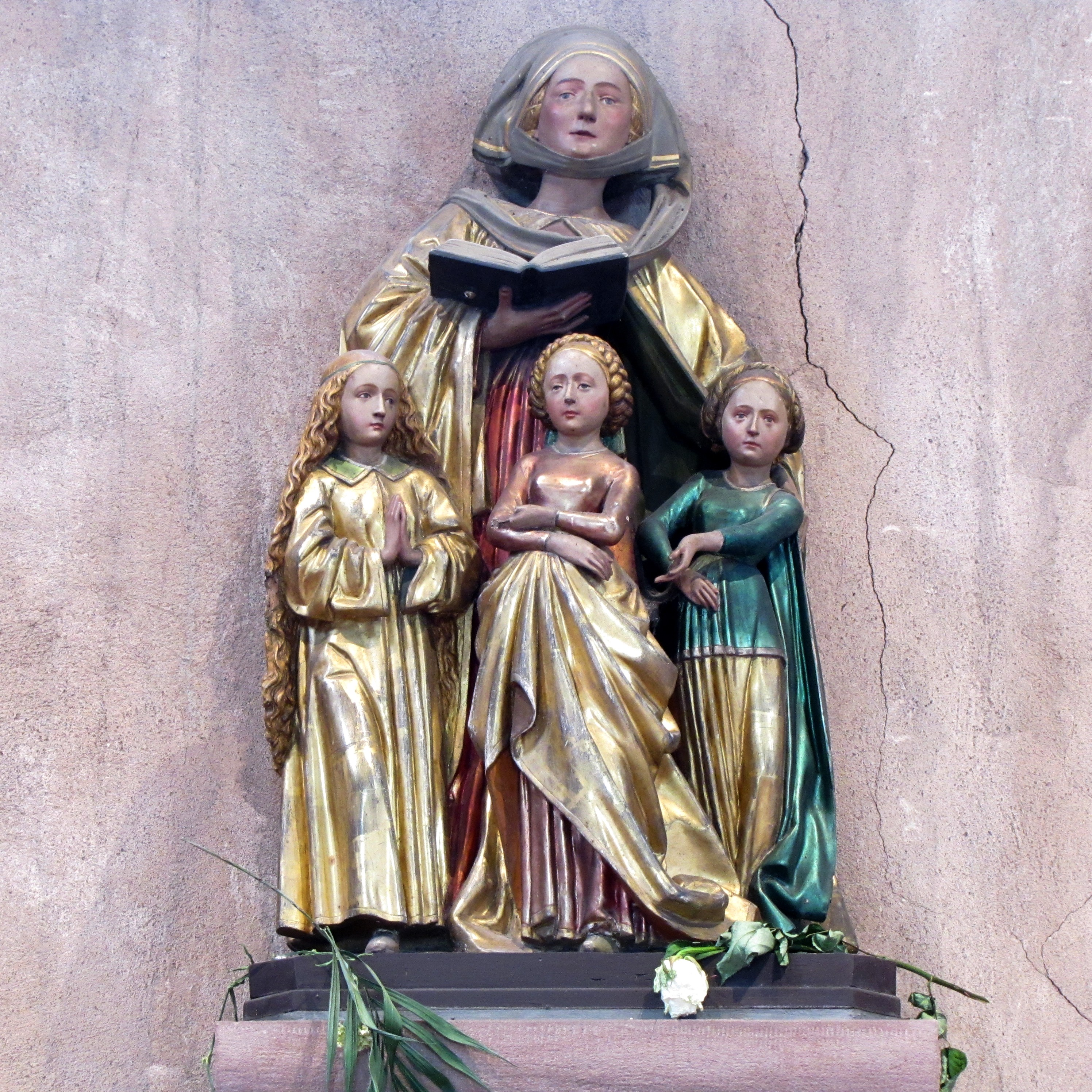
Sophia met dochters

Sophia van Rome († 304) is een heilige martelares van de Rooms-Katholieke Kerk. Haar naamdag valt op 15 mei. Sophia van Rome wordt soms tot de ijsheiligen gerekend. Zij werd in 304 slachtoffer van de christenvervolging van keizer Diocletianus.
Paus Sergius II liet in 845 een deel van haar relieken overbrengen naar het hoogaltaar van de op zijn last gerestaureerde San Martino ai Monti in Rome. Een ander deel van de relieken werd door Remigius van Straatsburg overgebracht naar de abdij van Eschau.
Sophia is de beschermheilige tegen nachtvorst en wordt om die reden ook wel koude Sophie genoemd. In Zuid-Duitsland geldt haar naamdag als de dag om tuinplanten te planten en om de bloembakken op en aan de balkonnen te vullen. Naar Sophie is het zogenaamde Sophiekruid (Sisymbrium sophia) genoemd.
Sophia wordt vaak afgebeeld met haar drie dochters Geloof, Hoop en Liefde. Attributen waarmee zij wordt afgebeeld zijn de palmtak (symbool voor het martelaarschap), het zwaard (waarmee zij werd omgebracht) of een boek.
Sophia wordt ook in de oosterse kerken vereerd, waar een groot aantal iconen van haar in omloop is.
Mamertus (11 mei) · Pancratius (12 mei) · Servaas (13 mei) · Bonifatius (14 mei) · niet altijd meegerekend: Sophia (15 mei)